# 巴托·戈韦达里察
兹德拉夫科·“巴托”·戈韦达里察（英語：Zdravko "Bato" Govedarica，1928年4月17日—2006年3月13日），美国NBA联盟的前职业篮球运动员。他在1951年的NBA选秀中第3轮第24顺位被西拉丘斯国民选中。